# Armand Salacrou

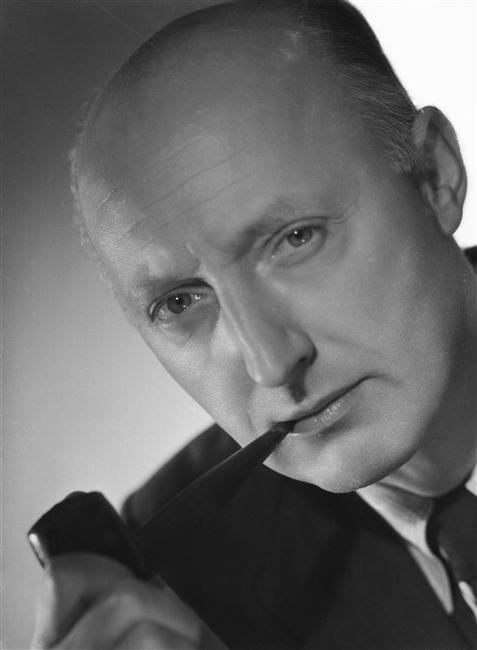
Armand Salacrou, 1946

Armand Salacrou (* 9. August 1899 in Rouen; † 23. November 1989 in Le Havre) war ein französischer Dramatiker und Drehbuchautor. Salacrou verfasste Komödien und gesellschaftskritische Dramen, die in Frankreich zwischen den beiden Weltkriegen und in der Nachkriegszeit sehr erfolgreich waren.

## Leben
Armand Salacrou besuchte in Le Havre das Lycée François Ier und absolvierte dort 1917 sein Baccalaureat. Schon während seiner Schulzeit engagierte er sich in der Politik, er war in Le Havre Gründungsmitglied des Mouvement Les jeunesses socialistes, der Jugendorganisation des Parti Socialiste. Im Alter von 16 Jahren schrieb er „L’éternelle chanson des gueux“', ein Text, der von der Zeitung L’Humanité veröffentlicht wurde. Er studierte in Paris an den Facultés de Médecine, de Lettres et de Droit und erhielt ein Certificat d’études physiques, chimiques et biologiques sowie ein Diplom in Philosophie.
In Paris nahm er die Kontakte zu seinen Schulfreunden aus Le Havre Georges Limbour und Jean Dubuffet wieder auf, bewegte sich in den Kreisen der Surrealisten, besuchte Theater und Ausstellungen und war befreundet mit Roger Vitrac, Robert Desnos, Antonin Artaud und Max Jacob. Von fundamentaler Bedeutung für seine Karriere als Theaterautor war die Begegnung mit Charles Dullin, der 1927 mit Patchouli ou Les Désordres de l’amour zum ersten Mal ein Stück Salacrous auf die Bühne brachte. Dullin förderte Salacrou nicht nur als Theaterautor, sondern unterstützte ihn auch finanziell, indem er ihm u. a. die Stelle eines Generalsekretärs am Théâtre de l’Atelier verschaffte. Die Zeit am Atelier nutzte Salacrou für die Gründung einer Werbeagentur für Theaterautoren. Sein beachtliches Vermögen erwarb er sich erst ab den 1930er Jahren durch den Einstieg in die väterliche Kosmetikfirma und die erfolgreiche Vermarktung deren Produkte.
Sein erstes Theaterstück, der surrealistische Einakter Le Casseur d’assiettes, erschien 1924 in den Éditions de la Galerie Simon in einer limitierten Auflage mit 5 Originallithographien von Juan Gris. Sein erstes Drehbuch schrieb er für den Film Monte Cristo (1929) von Henri Fescourt.
1939 wurde er als Soldat eingezogen, geriet in Gefangenschaft, schloss sich nach seiner Flucht der Résistance an und engagierte sich ab 1944 in den Forces françaises libres

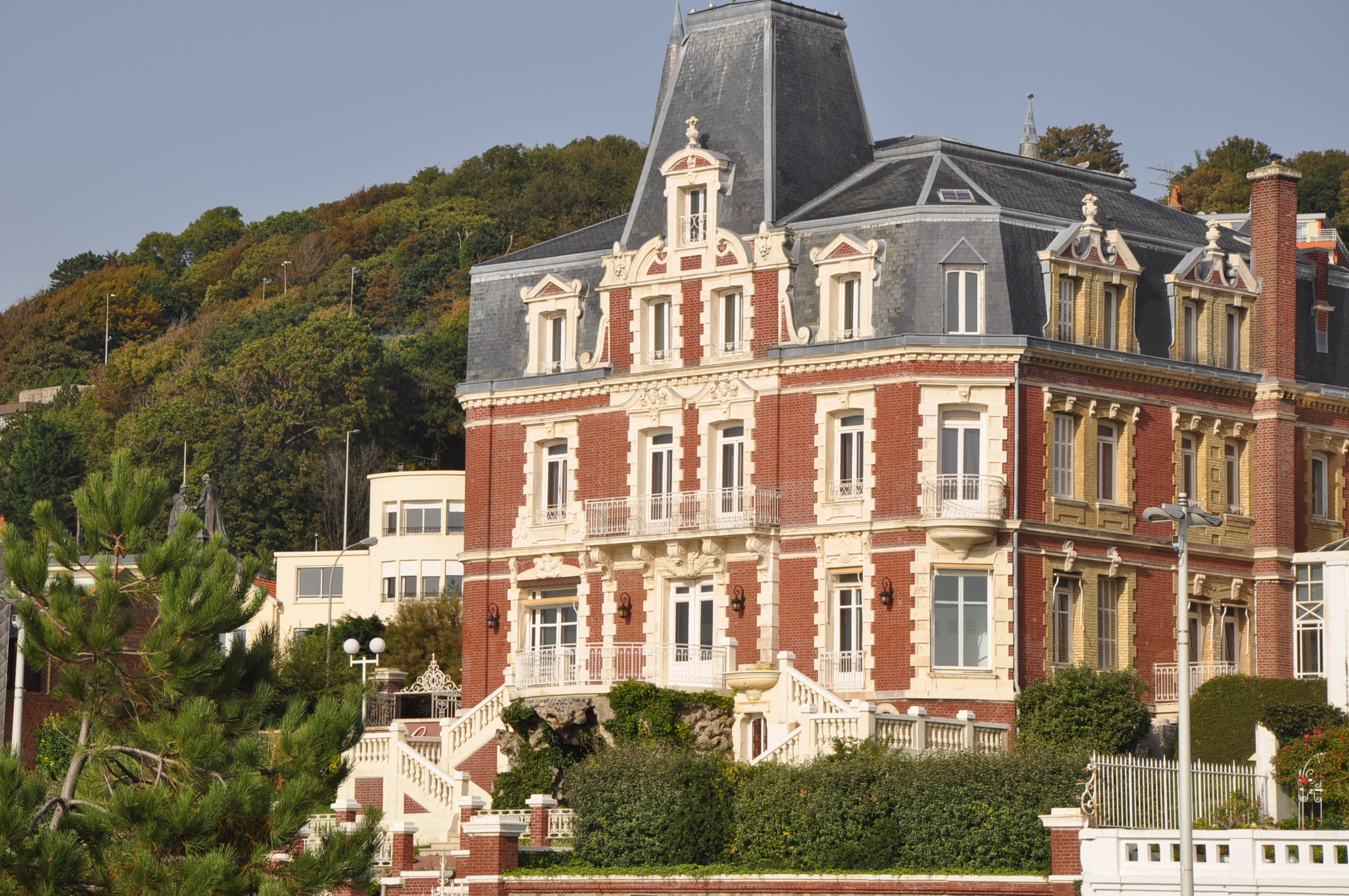
Villa Maritime in Le Havre, 1969 bis 1989 Wohnsitz von Armand Salacrou

Seinen ersten großen Publikumserfolg als Theaterautor hatte er 1949 mit dem Stück Une femme libre, inszeniert von Jacques Dusmenil am Théâtre Saint-Georges mit Dusmenil und Sophie Desmarets in den Hauptrollen.
Von 1949 bis 1983 war er Mitglied der Académie Goncourt. 1963 war er Jury-Präsident der Filmfestspiele von Cannes, 1966 Mitglied der Jury.
Salacrou hielt sich abwechselnd in Paris und in Le Havre auf. Ab 1969 bis zu seinem Tod 1989 wohnte er in Le Havre in der repräsentativen Villa Maritime.

## Ehrungen
- Großoffizier der Ehrenlegion
- Träger des Ordre des Palmes Académiques (Komtur)
- Träger des Ordre des Arts et des Lettres (Komtur)
- Offizier des Ordre du Mérite sportif

1967 erhielt die Stadtbibliothek von Le Havre die Bezeichnung Bibliothèque Armand Salacrou. Zu ihrem Bestand gehören u. a. Manuskripte Salacrous, Erinnerungen, Presseartikel und Theaterstücke.

## Werke
Die Werke Salacrous sind in einer Ausgabe von 35 Bänden in den Éditions Gallimard in Paris erschienen.